# ユストゥス・カール・ハッスカール

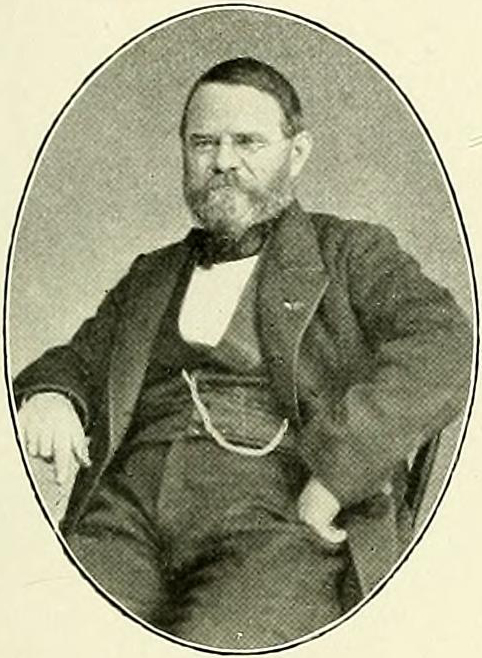
ユストゥス・カール・ハッスカール

ユストゥス・カール・ハッスカール（Justus Karl Haßkarl、Justus Carl Hasskarlとも、1811年12月6日 - 1894年1月5日）は、ドイツの博物学者、植物学者である。

## 生涯
ヘッセン選帝侯国（現ヘッセン州）のカッセルで生まれた。1827年からポッペルスドルフの園芸商で学び、1834年からボンで博物学を学び、海外での科学的な調査のための技術を身につけた。1836年にジャワ島に渡り、バウテンゾルグ（現在のボゴール）の植物園の園長を務めた。ジャワ島内部で多くの調査旅行を行った。1846年に帰国し、デュッセルドルフの商工会議所の事務局に務めた。
1852年に、オランダ政府から、キナノキのジャワでの栽培のための種を入手するためにペルーへ派遣され、1853年の春、リマに渡った。Uchubambaで種を入手し、オランダへ送り、1854年にブラジルとの国境近くのチチカカ湖の東で500本のキナノキの若木を入手した。ハッスカールの目的が知られ、ペルーからの帰国は逃亡に近いものであった。ハッスカールはジャワに渡り、キナノキの栽培を始めたが、1856年に健康を害して、ヨーロッパに戻り、オランダ政府の職を辞した。
インドネシアの植物を研究し、ゲオルク・アウグスト・シュヴァインフルト（Georg August Schweinfurth）の集めた植物の研究も行った。
ドイツうまれでジャワで働いた植物学者フランツ・ヴィルヘルム・ユングフーン（Franz Wilhelm Junghuhn）の著作の編集を行い、アルフレッド・コール（Alfred Whaley Cole）の南アフリカの植物に関する著作の翻訳も行った。
タコノキ属の種、Pandanus utilisのシノニム、Hasskarlia Baill.に献名されている。

## 著作
- Catalogus Plantarum in Horto Botanico Bogoriensi cultarum alter Lands-Drukkerij (Batavia 1844)
- Filices javanicae (Batavia 1856);
- Retzia observationes botanicae de plantis horti botanici Bogoriensis (Leiden 1856);
- Hortus Bogoriensis descr. seu Retziae editio nova (1. Teil, Amsterdam 1858; 2. Teil in  Bonplandia 1859).
- Neuer Schlüssel zu Rumphs Herbarium amboinense (Halle 1866);
- Horti malabarici Rheedeani clavis locupletissima (Dresden 1867)
- Commelinaceae indicae (Wien 1870).

### 翻訳
- Plantae javanicae rariores (Berlin 1847)
- Alfred Whaley Cole: Das Kap und die Kaffern oder Mitteilungen über meinen fünfjährigen Aufenthalt in Süd-Afrika: Mit dem Portr. des Kaffernhäuptlings Macomo. Leipzig: Arnold, 1852.